# 斯塔西茨宮

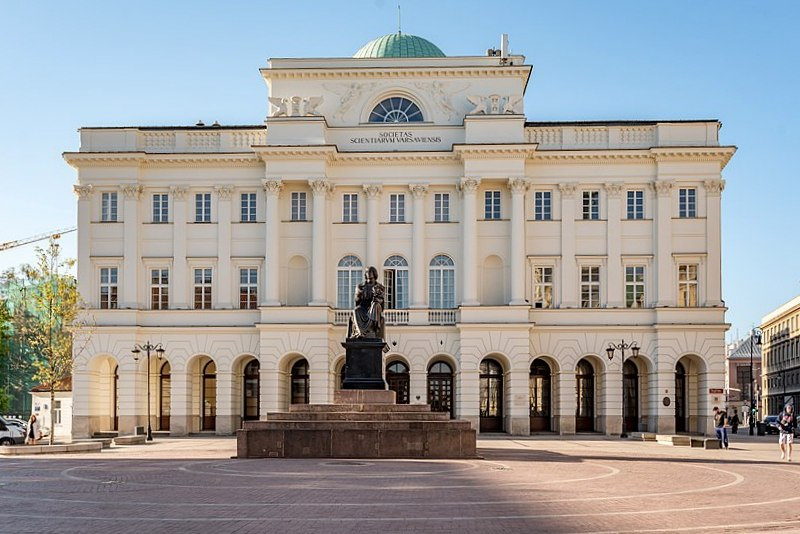
斯塔西茨宮

斯塔西茨宮（波蘭語：Pałac Staszica）是位於波蘭首都華沙的一座建築，現在是波蘭科學院的所在地。斯塔西茨宮始建於1620年。在俄羅斯統治華沙期間，斯塔西茨宮曾改建為拜占庭風格的建築。1918年波蘭恢復獨立之後，斯塔西茨宮在1924年至1926年期間進行改建，恢復了之前的新古典主義外觀。在德國於1939年攻擊華沙和1944年華沙起義期間，斯塔西茨宮被毀。1946年至1950年期間重建。

## 外部連結
维基共享资源上的相關多媒體資源：斯塔西茨宮
- （波兰語） Gallery of photos and a history

52°14′16″N 21°01′06″E / 52.23778°N 21.01833°E